# Wise (Virginia)
Wise è un comune degli Stati Uniti d'America, situato nello Stato della Virginia, nella contea di Wise, della quale è il capoluogo. 
Nel 1927 vi nacque l'attore George C. Scott.